# 等待超人
《等待超人》（英語：Waiting for "Superman"）是一部关于美国教育的纪录片，2010年9月24日在美国正式上映，由派拉蒙电影公司发行。影片由好莱坞纪录片导演戴维斯·古根汉（Davis Guggenheim）执导，影片记录了五名学生寻求更好教育却受挫的过程，揭露了美国公立教育存在的种种问题。
古根抨击公立学校成效不彰，使得无数有心向学和天资聪颖的学生得不到鼓舞，最后消失在辍学的大洪流里。他把焦点集中在在教学质量不佳的学校上学的城市贫民区五个孩子身上。他们都梦想进入好一点的学校。但是这部影片显示，这并不容易。他们必须抽签来决定谁能上好学校。古根汉：“用手从一个盒子里拉出一张卡。或者电脑随便发出一个号码。因为如果有一所好的公立学校的话，就不会有空位置。所以我们保证公平。我们把孩子和他们的未来交给运气。”古根汉對美国公立學校的教育的现状很愤怒。这次：“简直是荒唐！荒唐！所以我才拍了这部影片。因为我和这些孩子息息相通。”。

## 美国公立教育问题
这部影片的观点是，低素质教师和麻木不仁的学校官僚主义使学生们没有得到良好的教育。影片介绍了杰出的教育改革者，包括杰佛里·卡纳达。他在纽约市创建了“哈莱姆儿童区”。这个项目为数以千计的贫民区的学生提供了优质教育。卡纳达说，优质教育的主要因素是优质教师。
官方数据显示，美国平均每一个上课日就失去7000名学生，每年加起来一共有120万学生辍学，大约只有70%的高一学生最后毕业。公立学校是不少美国家长最后的选择。有能力的家长首选私立学校，而普通家庭挤破头将孩子送进特许学校。片中反映了现在许多特许学校用乐透抽签来决定学生，现场几百个孩子的未来仿佛只取决于他们手中那颗乐透球。

## 盖茨推广
影片上映之际最受瞩目的是微软董事长比尔·盖茨。盖茨在片中接受采访时说，“我们国家谈论机会均等，但没有伟大的教育就没有均等的机会。我们国家谈论自己有多优秀、多富有，然后树立了榜样。但如果没有好的教育，我们在世界的地位就会下降”。盖茨还亲自为《等待超人》四处奔走，不仅现身脱口秀主持人欧普拉的节目，9月甚至出席了多伦多国际电影节，宣传这部纪录片。

## 批判
影片将公立教育的问题归咎于教师工会，指责老师只顾保住饭碗，缺乏教学热忱，政府也没有监督机制来筛选淘汰不够格的老师。这种说法当然惹火了教师工会。
美国教师协会主席兰迪·温加腾也出现在这部纪录片里面。她认为这部影片不应该只把焦点放在教师身上。温加腾说：“不要只让个别教师当替罪羊，或者强调教育体系中的一个部分。”
全国最大的教师工会全国教育协会（National Education Association）主席洛克尔就发表声明抨击说，片中完全听不到教师的声音，影片一味将公立教育、教师工会和教师妖魔化，对改革缺少有建设性的讨论。他说：“如果你想知道怎么让公立学校变好，要问老师，而不是问好莱坞。”

## 获奖
第29届圣丹斯电影节：纪录片单元观众选择奖（Documentary Audience Award）